# 塞勒姆红袜
塞勒姆红袜（英語：Salem Red Sox）是美国职棒小联盟的一支球队，位于弗吉尼亚州的塞勒姆,隶属于高阶1A的卡罗莱纳联盟和大联盟的波士顿红袜。2009年以前曾隶属于大联盟其他球队。红袜队主场是塞勒姆纪念球场，该球场建成于1995年，拥有6300个座位。

## 所有者
1986年至2006年，球队的所有者是塞勒姆的当地居民开尔文·鲍尔斯，他还曾经担任过波士顿红袜的球探。当年球队遇到了危机，差点离开塞勒姆这座城市，鲍尔斯把球队买下才得以留下。2006年，球队被卖给了亚特兰大的两个商人。2007年12月，球队被波士顿红袜的母公司芬威运动集团买下。

## 地理位置及对手
球队虽然位于塞勒姆这座小城市，但得到了整个罗阿诺克山谷周边涉及近30万人口规模城市和乡镇的球迷的强烈认同。2017年在塞勒姆举办的卡罗莱纳联盟全明星经典赛的Logo上印上了罗阿诺克之星的特征，这更加深了罗阿诺克地区球迷的归属感。，塞勒姆也坐落于蓝岭山脉上，它也出现球队的Logo之中，球队主场塞勒姆纪念球场外野墙外可以清晰地看到该山脉。
塞勒姆红袜的最主要对手是同处于卡罗莱纳联盟北区的林奇堡山猫，两队之间的比赛被称为“460系列赛”，来源于连接这两座城市的460号美国国道。赛程有时会安排这两支球队进行早晚双重赛，早晚两场球分别在两个主场进行。

## 战绩
塞勒姆红袜一共获得过7次联盟冠军，10次分区冠军，13次进入季后赛。特别是2009年归属权转给波士顿红袜队之后，球队共获得1次联盟冠军，2次分区冠军，4次进入季后赛。

### 季后赛战绩
- 1968年：四分之一决赛0-1负于林奇堡白袜。
- 1969年：四分之一决赛2-0击败托马斯维尔；半决赛0-2负于伯灵顿流浪。
- 1972年：决赛2-1击败伯灵顿流浪获得联盟冠军。
- 1987年：半决赛2-0击败黑格斯敦太阳；决赛击败金斯顿印地安人。
- 1988年：半决赛1-2负于林奇堡红袜。
- 2001年：半决赛2-1击败金斯顿印地安人；决赛3-2击败威明顿蓝岩获得联盟冠军。
- 2006年：半决赛0-2负于金斯顿印地安人。
- 2007年：半决赛2-1击败金斯顿印地安人；决赛1-3负于佛列德利克钥匙。
- 2009年：半决赛3-0击败温斯顿-蕯勒姆疣猪；决赛0-3负于林奇堡山猫。
- 2013年：半决赛2-0击败默特尔比奇鹈鹕；决赛3-0击败波多马克国民获得联盟冠军。
- 2014年：半决赛1-2负于默特尔比奇鹈鹕。
- 2016年：半决赛1-2负于默特尔比奇鹈鹕。

## 曾效力的著名球员

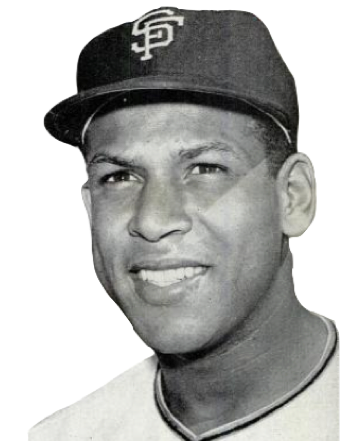
奥兰多·塞佩达

- 奥兰多·塞佩达（英语：Orlando Cepeda） 入选名人堂
- 莫伊塞斯·阿鲁（英语：Moisés Alou） 6次入选全明星赛
- 道格·贝尔（英语：Doug Bair） 2次世界大赛冠军
- 杰森·肯德尔（英语：Jason Kendall） 3次入选全明星赛
- 戴夫·帕克 1978年国联MVP
- 安东尼·瑞佐 3次入选全明星赛
- 提姆·韦克菲尔德 1次入选全明星赛，2次世界大赛冠军
- 拉里·沃克 1997年国联MVP
- 松坂大辅 2007年世界大赛冠军
- 胡安·乌里韦（英语：Juan Uribe） 2次世界大赛冠军
- 亨特·彭斯（英语：Hunter Pence） 2次入选全明星赛
- 奥马尔·莫雷诺（英语：Omar Moreno） 1979年世界大赛冠军
- 杰森·詹宁斯（英语：Jason Jennings） 2002年国联最佳新人奖
- 麦特·哈勒戴 7次入选全明星赛
- 布拉德·霍普 1次入选全明星赛
- 西恩·菲金斯 1次入选全明星赛
- 艾伦·库克 1次入选全明星赛
- 赞德尔·柏加兹 1次入选全明星赛，2003年世界大赛冠军
- 穆奇·贝兹 3次入选全明星赛
- 埃斯特班·洛艾萨（英语：Esteban Loaiza） 2次入选全明星赛
- 克雷格·雷诺兹（英语：Craig Reynolds (baseball)） 2次入选全明星赛
- 丹尼尔·纳瓦 2003年世界大赛冠军